# Sofifi
Sofifi je město, které leží na západním pobřeží indonéského ostrova Halmahera a od roku 2010 je hlavním městem provincie Severní Moluky. Nachází se v okrese North Oba (Oba Utara). Ternate bylo dříve hlavním městem provincie.